# カール・プラウマー

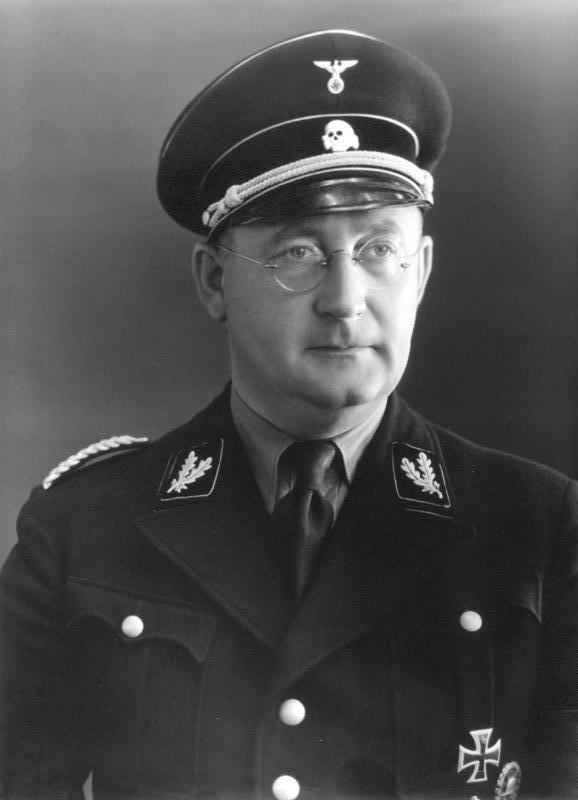
カール・プラウマー（1934年）

カール・プラウマー（Karl Pflaumer, 1896年7月27日 - 1971年5月3日）は、ドイツの政治家。ナチス・ドイツの時代、バーデンの内務大臣や帝国議会議員などを務めた。親衛隊将校としての最終階級は親衛隊少将。

## 経歴

### 職業訓練と第一次世界大戦
1896年、ラウエンベルクにて学校長の父ハンス・ゲオルグ・プラウマー(Hans Georg Pflaumer)と母リナ(Lina)の元、6人兄弟の1人として生を受ける。1902年から1910年まで国民学校(Volksschule)および中等学校(Mittelschule)に通う。1910年からはタウバービショフスハイムおよびエットリンゲンの教員大学に通う。しかし卒業前に1914年の第一次世界大戦勃発を迎え、プラウマーは陸軍に志願、カールスルーエ駐屯の第109バーデン第1擲弾兵連隊(1. Badische Leib-Grenadier-Regiment Nr. 109)に配属された。1914年12月、第40予備歩兵連隊(Reserve-Infanterie-Regiment Nr. 40)に転属して西部戦線へと派遣された。その後さらに第109予備歩兵連隊に転属して将校教育を受け、1915年8月より予備役少尉(Leutnants der Reserve)として第80「フォン・ゲルスドルフ」フュズィリーア連隊に配属された。1917年8月、陸軍航空隊に転属。被撃墜後にフランス軍の捕虜となり、敗戦後の1920年2月2日に解放された。その後、予備役中尉(Oberleutnant der Reserve)の階級で陸軍を退役した。

### ヴァイマル共和国時代
1920年、ヘルタ・ハウク(Hertha Hauck)と結婚し、後に3人の子供をもうけた。また陸軍退役後はヴェルトハイムおよびハイデルベルクに暮らしていた。1920年4月からバーデン都市警察に勤務し、1922年には警察中尉(Oberleutnant)の階級を得ている。1929年3月、国家社会主義運動への関与の疑いを理由に警察を解雇される。バーデンの公務員は国家社会主義ドイツ労働者党（NSDAP, ナチ党）への所属が禁じられていたにもかかわらず、1928年3月5日にハイデルベルクで催されたNSDAPの非公開会議にプラウマーが参加していたという疑いが持ち上がり、当局が調査に乗り出したのである。取調べの中でプラウマーは、現時点ではNSDAP党員ではなく公民権とデフレの為の帝国党（インフレ打破を掲げていた政党）の党員であると述べている。その後、警邏勤務から外され待機を命じられた。さらに病院で診察を受けるように命じられ、内因性うつ病と診断されたことで退職を余儀なくされた。
突撃隊(SA)入隊は1929年以降とされる。彼はSAの常勤隊員としてSA大佐(SA-Standartenführer)の階級を与えられ、大管区弁士兼管区宣伝担当および副管区指導者の党職を与えられている。党員番号は186,057だった。1929年10月、バーデン内相アダム・レンメレを公然と侮辱した罪で4週間の禁錮と罰金を科された。1932年6月1日、SAから親衛隊(SS)に所属を移す。SS隊員番号は62,511である。1933年から国家社会主義公共福祉局に勤務し、また1938年からはレーベンスボルンに勤務した。

## ナチス・ドイツ時代
1930年11月から1933年5月までハイデルベルク市議会議員(Stadtrat)を務め、1933年3月9日からは特別措置相(zur besonderen Verfügung)なる肩書きで暫定的にバーデン州政府ヴァーグナー内閣に名を連ね、また1933年5月6日から1945年4月まではバーデン州政府ケーラー内閣に内務相として名を連ねた。内務相となったプラウマーはバーデン州政府、特に警察の強制的同一化を推し進めた。その後、ハインリヒ・ヒムラーSS長官のドイツ警察長官就任（1936年）、帝国内務大臣就任（1943年）を経て、バーデン内務相たるプラウマーの権限は徐々に低下していった。1933年11月の第9選挙期(9. Wahlperiode)にバーデンの第32選挙区(Wahlkreis 32)から帝国議会議員に選出され、1945年春まで務めた。
1935年に起こったバーデン＝バーデン・カジノ事件(Spielbankaffäre in Baden-Baden)として知られる事件はプラウマーへの悪評を高めるものとなった。プラウマーはカジノ・バーデン＝バーデンの常連だったが、客の中に無料でチップを受け取っている「ユダヤ人」がいるとして税関部による強制捜査を行わせたのである。しかしプラウマーの言葉を裏付ける証拠は一切見つからず、捜査も早々に切り上げられている。
後の非ナチ化プロセスの折にプラウマー自身が述べたところでは、彼は1935年よりユダヤ人名簿（Judenkartei）の編集に携わっていたという。この名簿はユダヤ人を強制収容所に送る際に使用された。1940年には州政府がユダヤ人の財産を没収できるように州法の改定を行った。彼がユダヤ人の命を救おうとした事例もいくつか知られている。彼は国外移住希望者にはパスポートを発行していたし、テレージエンシュタットの収容所に送られようとしていた老婆を自らの権限で保護したこともある。一方で1935年5月には、弁護士ルートヴィヒ・マルムをキスラウ強制収容所へ送り、公然の侮辱を行った上で公開処刑を行わせた。マルムはレンメレ元内相に雇われていた弁護士で、1929年の裁判でプラウマーに有罪判決をもたらした人物だった。

### 第二次世界大戦
第二次世界大戦勃発後の1940年、プラウマーは空軍予備役少佐(Major der Reserve)としてフランス侵攻に参加した。その後、ストラスブールの行政・警察本部に配属され、アルザス民政局長に就任した。彼はロベルト・ヴァーグナーが提唱する民族政策（Volkstumspolitik）の支持者ではなかった。1940年4月、SS隊員として親衛隊少将に昇進する。
1941年3月から1942年3月まで、プラウマーはグスタフ・リヒターらと共に行政顧問としてルーマニアに派遣された。彼はルーマニア政府に行政上の助言を行う傍ら、反ユダヤ政策の施行なども進めさせた。1941年9月にはチェルニウツィーにゲットーを設置させた。行政顧問としての任務が完了した後は再びストラスブールの行政・警察本部に勤務。1944年11月からはバーデン内務省に復帰した。1945年3月、戦線後退の影響で公邸をカールスルーエからバーデン＝バーデンへと移動させている。1945年4月、スイスへ逃れようとしていたところをフランス軍によって逮捕された。

## 敗戦後
逮捕後、プラウマーは1948年5月末までフランス軍により抑留された。その後はカールスルーエの刑務所を経てルートヴィヒスブルク戦犯収容所に送られ、1948年8月12日に釈放された。釈放後の一時期は貿易会社に勤務する。1950年1月、非ナチ化プロセスの一環として過去の犯罪行為に対する罰金が課される。1950年代には特赦を受け、バーデン＝バーデン警察での勤務を認められた。1971年死去。
プラウマーの兄、カウフマン・ハンス・プラウマー（Kaufmann Hans Pflaumer）は1949年ドイツ連邦議会選挙にカールスルーエ選挙区から出馬して落選している。

## 受章
- 鉄十字章
  - 一級・二級鉄十字章（1914年版）/一級・二級鉄十字章略章（1939年版）[2]
- ツェーリンク獅子勲章（ドイツ語版）二級騎士十字章[2]
- 黄金ナチ党員バッジ（1937年）[8]
- 黄金管区名誉章（Goldenes Gauehrenzeichen）[2]
- 親衛隊名誉リング、親衛隊全国指導者名誉長剣、親衛隊ユールランタン（Julleuchter）[2]